# Kommunala flickskolan i Halmstad

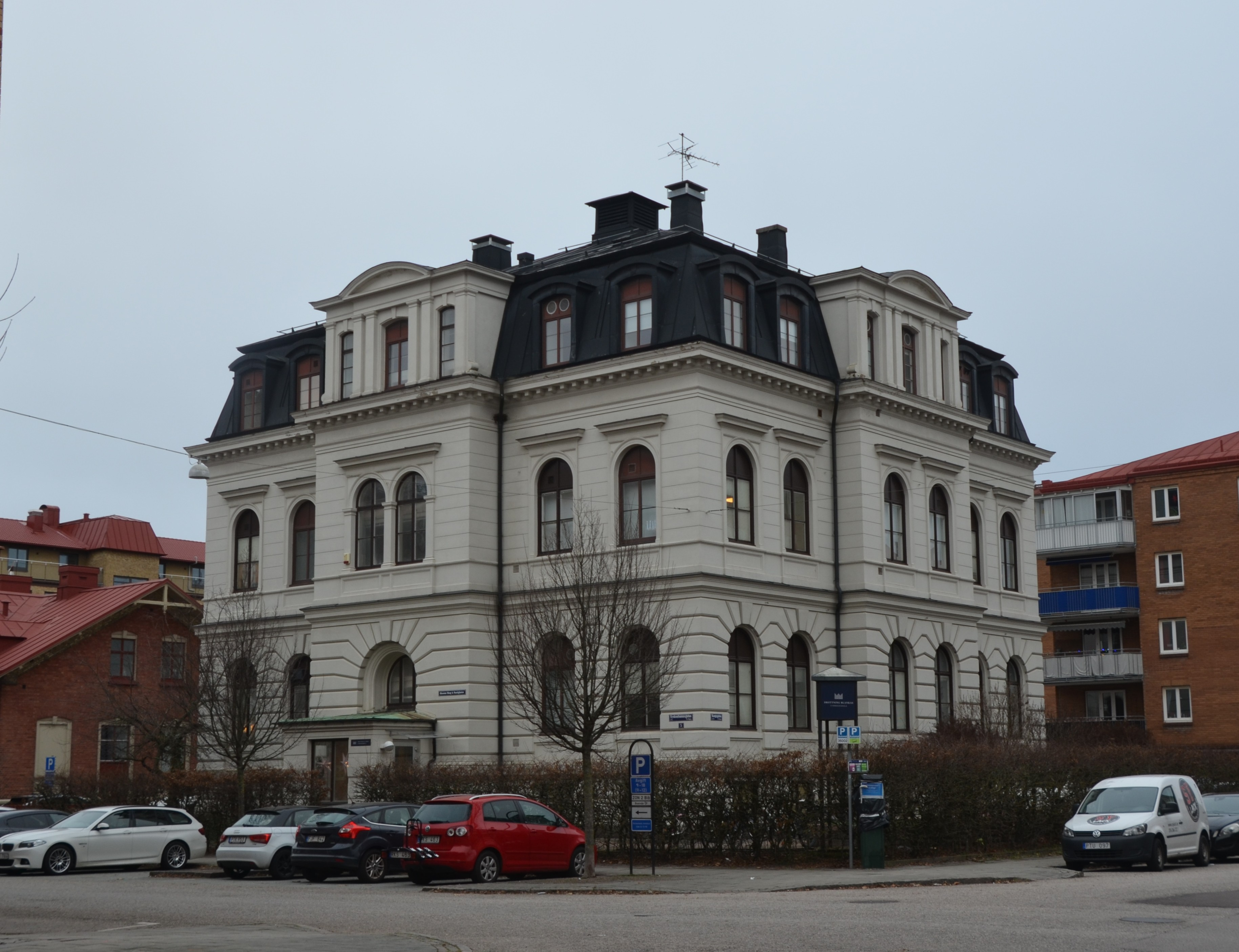
Tidigare kommunala flickskola, numera Drottning Blankas gymnasieskola, 2024

Kommunala flickskolan i Halmstad var en flickskola i Halmstad. Skolan grundades 1876, och upphörde som flickskola år 1971.
På 1840- och 1850-talet fanns en privat flickskola, som hade inrättats av två mamseller Hamnerin, där det undervisades i tyska och franska. Utbildningen låg dock på en ganska låg nivå, och skolan sågs främst som ett förnämare alternativ till folkskolan. En flickskola av högre standard inrättades 1867 av lärarna vid stadens elementarläroverk, men på grund av ekonomiska svårigheter lades skolan ned 1874. 
Från 1875 gavs statsunderstöd för inrättandet av flickskolor, vilket ledde till ett förnyat försök i Halmstad samma år, då Högre Elementarläroverket i Halmstad för kvinnlig ungdom grundades. Föreståndare blev handarbetsläraren Elise von Hårleman, som kom att leda skolan fram till 1889. Redan första terminen inskrevs 67 elever som fördelades på fyra tvååriga klasser. Tre lärarinnor anställdes. Till en början inrymdes skolan i förhyrda lokaler i hörnet av Kyrkogatan och Storgatan, där tidigare den privata flickskolan varit inrymd. Redan 1876 hyrdes också lokaler på andra sidan Kyrkogatan, och den flicka som skötte ut- och inringningar från lektioner stod i gatuhörnet för att klockan skulle höras i bägge byggnaderna. År 1879 flyttades skolan till rymligare lokaler i hörnet av Köpmans- och Brogatorna. Efter en längre tids utredning kunde en ny egen skolbyggnad uppföras i Östra förstaden, som togs i bruk 1889. Den ritades av Knut Beckeman och hade tolv lärosalar, bönsal och gymnastiksal.
Efter inflyttningen i de nya lokalerna ökade antalet elever snabbt, från att tidigare varierat mellan 67 och 104, till att redan före sekelskiftet 1900 passera 200 elever. År 1905 försågs byggnaden med ytterligare en våning för att kunna möta de ökade antalet elever. Från 1914 hyrdes även lokaler i en närbelägen fastighet. Kulmen i elevantalet kom 1920 med omkring 310 elever i den egentliga flickskolan och 80 i förberedande klasser. Ännu 1945 hade man 287 elever. År 1930 kommunaliserades flickskolan och den 1 juli 1931 ändrades namnet till Halmstads kommunala flickskola. De förberedande klasserna försvann efter övertagandet.
I byggnaden vid korsningen Kungsgatan/Syskonhamnsgatan i Östra förstaden ligger numera Drottning Blankas gymnasieskola.